# Ghislain Lemaire
Pour les articles homonymes, voir Lemaire.
Ghislain Lemaire, né le 7 août 1972 à Lure dans la Haute-Saône, est un judoka français d'origine franc-comtoise.
Après avoir débuté au club du Cercle sportif de Lure, il est licencié à l'ASMB Belfort. Il concoure dans la catégorie des moins de 100 kg. Ambidextre, sa technique de prédilection est Yoko tomoe nage. Il est ceinture noire 6e dan.

## Distinctions
- Médaille de la jeunesse, des sports et de l'engagement associatif, or. Il a reçu la médaille d'or de la jeunesse et des sports (Promotion du 14 juillet 2009).

## Clubs
- 2012- à nos jours  : licencié ASM Belfort
- 2011-2012 : licencié Pays de Montbéliard Judo
- 2010-2011 : licencié Pays de Montbéliard Judo
- 2009-2010 : licencié Pays de Montbéliard Judo
- 2008-2009 : licencié ASM Belfort
- 2007-2008 : licencié FC Judo Besançon
- 2006-2007 : licencié FC Judo Besançon
- 2005-2006 : licencié FC Judo Besançon
- 2001 à 2005 : licencié US Orléans
- 1989 à 2001 : licencié FC Judo Besançon
- 1989-1990 : licencié ASM Belfort
- 1988-1989 : licencié FC Judo Besançon
- Avant 1988 : licencié ASM Belfort et CS Lure et JC Saint Germain (70)

## Palmarès
Ghislain Lemaire a conquis 11 podiums européens et mondiaux individuels et par équipes en senior.
- 2005-2006
  - 3e aux Championnats du Monde par équipes (Paris)
  - Sélectionné aux Championnats du Monde (Le Caire)

- 2004-2005
  - Vainqueur des Championnats de France 1re division
  - Vainqueur des Jeux Méditerranéens

- 2003-2004
  - Vainqueur des Championnats de France 1re division
  - Quart de finaliste aux Jeux olympiques d'Athènes

- 2002-2003
  - 3e aux Championnats du Monde par équipes (Suisse)
  - 2e aux Championnats du Monde à Osaka (Japon)
  - 2e au Tournoi de Paris

- 2001-2002
  - 3e aux Championnats de France 1re division
  - 3e à la Coupe Kano (Japon)
  - Vainqueur des Championnats de France 1re division par équipes
  - Vainqueur des Championnats de France 1re division
  - 3e aux Championnats d’Europe par équipes (Slovénie)

- 2001
  - 2e au Tournoi de Rome (Italie), -100 kg
  - 5e au Tournoi de Paris (Bercy, France), -100 kg
  - 1er aux Championnats de France 1re division, -100 kg
  - 2e aux Championnats d'Europe de Paris (France), -100 kg
  - 5e aux Championnats du Monde de Munich (Allemagne), -100 kg

- 2000
  - 7e aux Championnats d'Europe de Wrocław (Pologne), -100 kg
  - 2e au Tournoi de Rome (Italie), -100 kg
  - 1er au Tournoi de Marseille, -100 kg

- 1999
  - 3e Tournoi de Paris (France), -100 kg
  - 7e Tournoi de Varsovie (Pologne), -100 kg
  - 1er Championnat de France 1re division (Coubertin), -100 kg

- 1998
  - 5e aux Championnats d'Europe de Oviedo (Espagne), -100 kg
  - 2e au Tournoi de Paris (France), -100 kg
  - 3e de la Coupe du Monde par équipes (Minsk)
  - 2e aux Championnats de France 1re division, -100 kg

- 1997
  - 2e aux Championnats d'Europe de Ostende (Belgique), -95 kg
  - 3e aux Championnats du Monde à Paris (France), -95 kg
  - 3e Tournoi de Munich (Allemagne), -95 kg
  - 1er au Tournoi de Rome (Italie), -95 kg

- 1996
  - 3e aux Championnats d'Europe de La Haye (Pays-Bas), -95 kg
  - 1er aux Championnats de France (Paris, stade Pierre-de-Coubertin), -95 kg
  - 3e à la Coupe Kano (Tokyo - Japon), -95 kg
  - 3e au Tournoi de Munich (Allemagne), -95 kg

- 1995
  - 3e au Tournoi de Varsovie (Pologne), -86 kg

- 1992
  - 2e aux Championnats d'Europe
  - 3e aux Championnats du Monde juniors à Buenos Aires (Argentine), -86 kg

- 1991-1992
  - Vainqueur du tournoi de Pologne
  - sélectionné FFJDA au tournoi de France Masculin juniors
  - sélectionné FFJDA aux Championnats d'Europe juniors
  - 5e des France Excellence
  - sélectionné FFJDA au Tournoi de Paris
  - sélectionné FFJDA au tournoi de Sofia
  - Vice-champion de France junior
  - Sélectionné FFJDA au tournoi international de Berlin
  - Vainqueur du tournoi international de Pologne
  - Médaille de bronze aux Championnats du Monde juniors

- 1990-1991
  - 5e du tournoi de Olsztyn (Pologne)
  - Sélectionné au Tournoi de Paris
  - 7e au Tournoi de RFA (Munich 23/24 février 1991)
  - 3e des Championnats de France UNSS
  - 3e des Championnats de France juniors

- 1989-1990
  - 3e aux interrégions juniors du 1er octobre 1989
  - 3e de la sélection nationale du 22 octobre 1989
  - 3e du tournoi de la ville de Mulhouse
  - 2e aux interrégions juniors du 27 janvier 1990
  - 3e aux France UNSS le 3 février 1990
  - Vice-champion de France juniors le 3 mars 1990
  - 5e du tournoi Juniors en URSS
  - Vice-champion de France juniors par équipes

- 1988-1989 
  - Champion de France cadet FFJDA et UNSS
  - Vainqueur du tournoi Serzian (Belfort)
- 1987-1988
  - Vice-champion de France cadet